# Ducati S2
La Ducati S2 (chiamata anche Ducati S2 Desmo Evoluzione) è una motocicletta sportiva prodotta dalla casa motociclistica italiana Ducati a partire dal 1982 al 1985, in circa 1407 esemplari.

## Descrizione
La prima versione della moto chiamata 900 S2 ha debuttato nel 1982. A spingere la moto c'era un motore bicilindrico a V di 90° da 900 cm³, che erogava 72 cavalli a 7500 giri/min. Era alimentato da due carburatori Dell'Orto. La costruzione del telaio era del tipo a doppia culla in tubo d'acciaio.
La forcella telescopica e gli ammortizzatori posteriori erano forniti dalla Marzocchi. Il sistema frenante era realizzato dalla Brembo, costituto da due dischi all'avantreno e uno al retrotreno da 280 mm di diametro, azionati da pinze a due pistoncini all'anteriore e a un pistoncino al posteriore. Il cupolino era derivato da quello della Ducati 600 Pantah. Nel 1983 era disponibile in opzione l'avviamento elettrico mediante kickstarter.
La moto venne ulteriormente evoluta e nel 1984 venne introdotta la 1000 S2.
La 1000 S2 utilizzava il motore della Ducati MHR con la stessa cilindrata da 973 cm³ con alesaggio di 88 e corsa di 80 mm, ed erogava circa 83 cavalli a 7500 giri nella versione standard, oppure 90 cavalli con l'impianto di scarico due in uno. Anche l'intera parte della ciclistica derivava dalla 1000 MHR. I cerchi in lega erano realizzati dalla Campagnolo.